# Wolfgang Knes

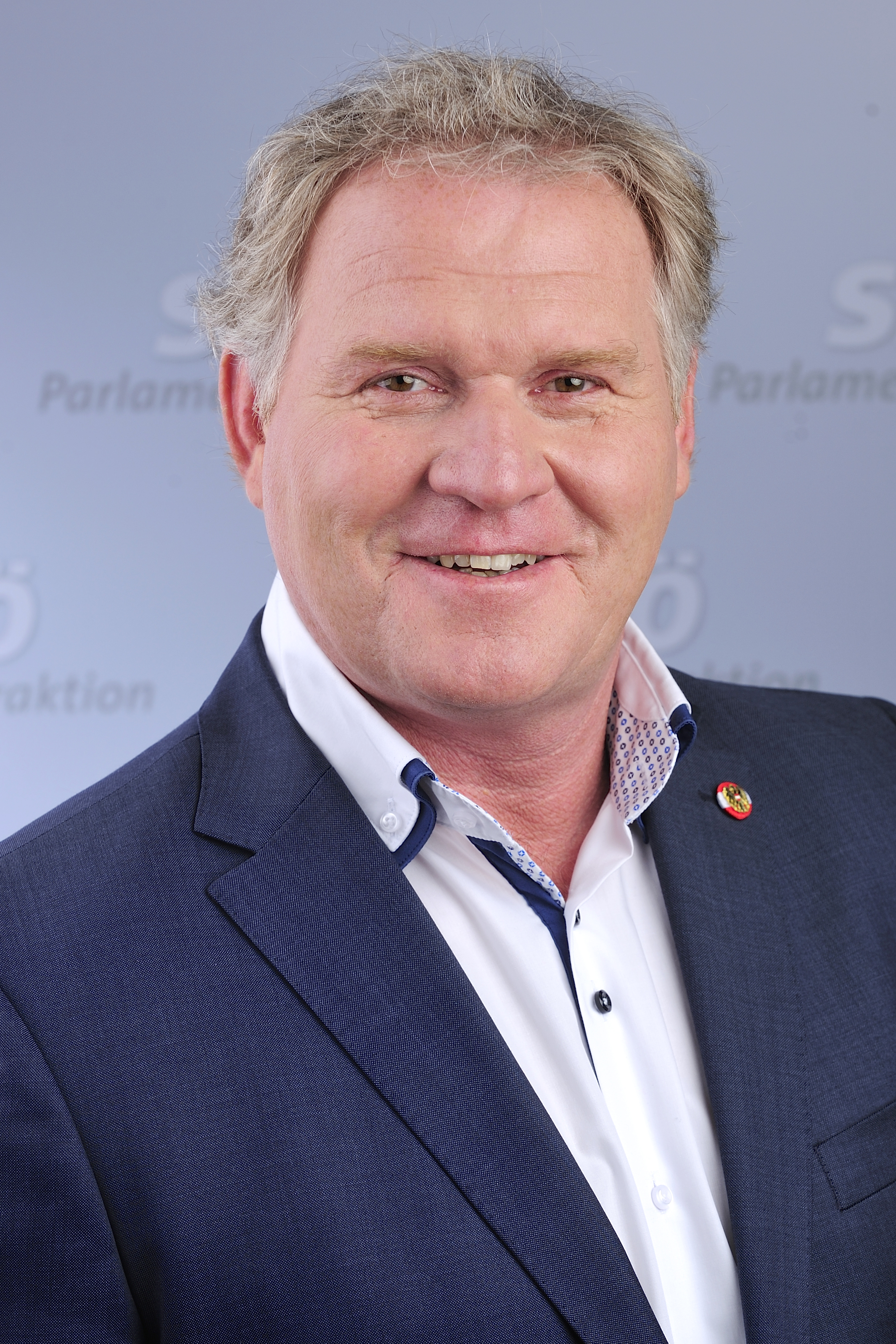
Wolfgang Knes 2014

Wolfgang Knes (* 24. Februar 1964 in Wolfsberg, Kärnten) ist ein österreichischer Politiker (SPÖ). Knes war von Oktober 2013 bis Oktober 2019 Abgeordneter zum österreichischen Nationalrat.

## Leben
Wolfgang Knes besuchte Volks- und Hauptschule in Frantschach-Sankt Gertraud, ehe er zunächst in Wolfsberg, später in Krumpendorf die Ausbildung zum Maschinenschlosser absolvierte. Von 1982 bis 1982 versah er den Präsenzdienst beim Bundesheer.
1984 fand er schließlich Arbeit als Maschinenschlosser bei der Mondi Frantschach. In den kommenden 30 Jahren arbeitete er sich in der Firmenhierarchie nach oben, wurde 2006 Mitglied des Aufsichtsrates, sowie im Jahr 2008 zum Vorsitzenden des Betriebsrats gewählt.
Seine politische Karriere begann Knes im März 2003, als er für die SPÖ in den Gemeinderat von Wolfsberg einzog. Im März 2009 stellte er sich erfolgreich der Wahl zum Ersten Vizebürgermeister. In der Stadtregierung hatte er die Agenden Wirtschaft und Sport inne.
Im Oktober 2013 folgte schließlich seine Angelobung als Nationalratsabgeordneter.  Nach der Nationalratswahl 2019 schied er aus dem Nationalrat aus.
Knes ist verheiratet und Vater von zwei Kindern.

## Kritik
Im März 2019 führte eine Entgleisung Knes' auf Facebook zu Kritik und Rücktrittsaufforderungen. In Bezug auf die damals laufenden AK-Wahlen nannte er die Liste der Freiheitlichen Arbeitnehmer „die Freiheitlichen Arbeitnehmer-Verräter“ und schrieb: „Wer euch wählt, hat eine schwere Krankheit …“. Die FPÖ forderte einen Ausschluss Knes' aus dem Parlamentsklub und der SPÖ. Nach dieser Kritik löschte Knes sein Posting und verbreitete danach eine Aussendung, in der er sich für die Wortwahl entschuldigte.